# Biblioteca Pública Nacional da Gronelândia
A Biblioteca Pública Nacional da Gronelândia (em gronelandês: Nunatta Atuagaateqarfia) é uma biblioteca nacional da Gronelândia, localizada na cidade de Nuuk, capital da Gronelândia. É a maior biblioteca de referência na Gronelândia, dedicada à preservação do patrimônio cultural nacional e da história da ilha.

## Coleção
O acervo da biblioteca esta divididos entre a biblioteca pública no centro da cidade, e Ilimmarfik, no campus da Universidade da Groenlândia, localizada no distrito de Nuussuaq de Nuuk, onde a groenlandica, ou seja, a coleta de material histórico relacionado com a Gronelândia, é realizada. Em 1 de Janeiro de 2008, existiam 83.324 itens no banco de dados biblioteca em Ilimmarfik.